# 날조

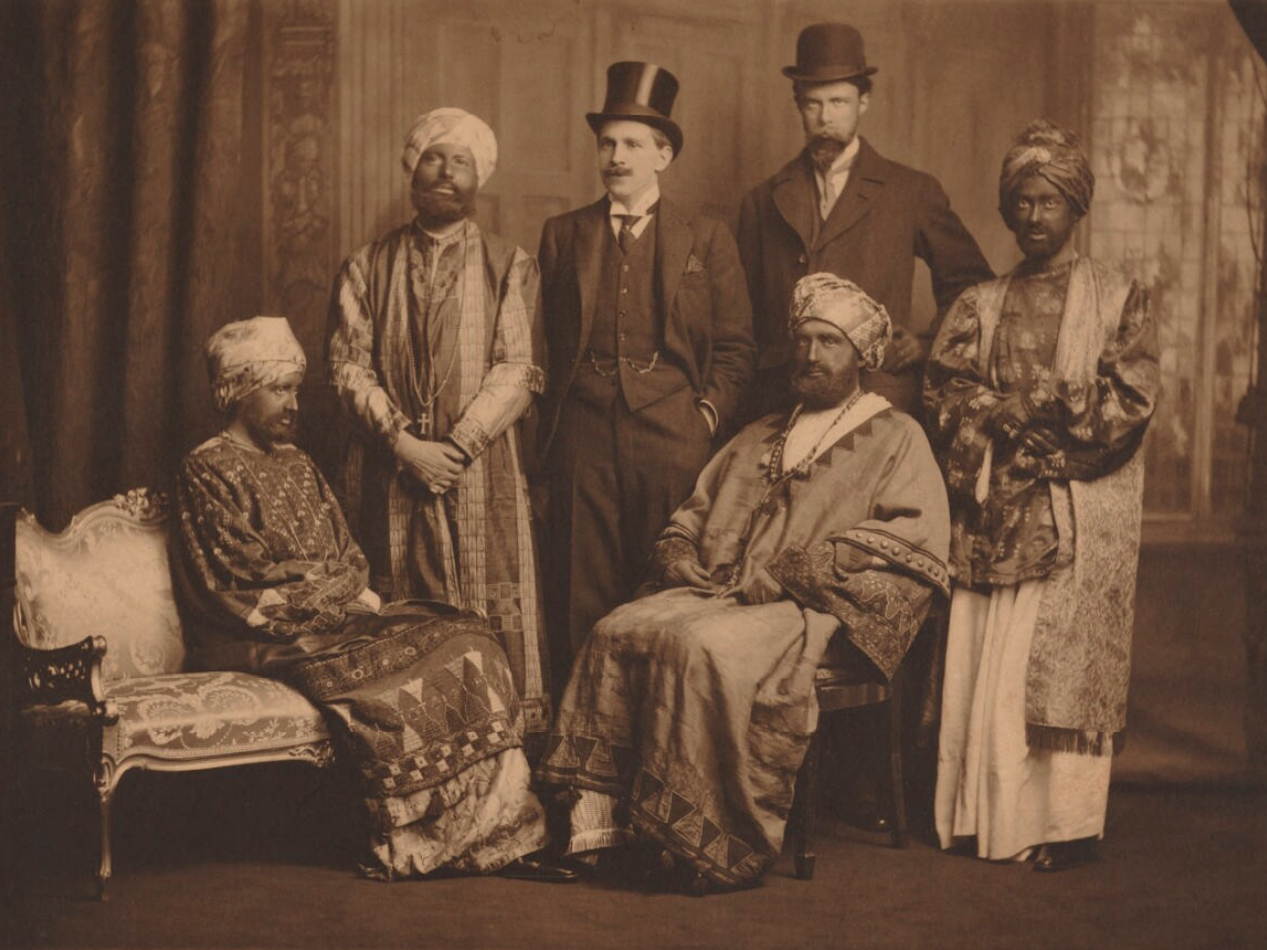
드레드노트 날조극.

날조(捏造, hoax)는 사실이 아닌 것을 사실처럼 꾸며내는 것이다. 또는 널리 알려진 거짓 정보로, 청중을 속이기 위해 만들어진 허위 사실이다. 보통 충격적이고 놀라운 내용으로 구성되며, 악의적이거나 유머러스한 의도를 가지고 최대한 많은 사람들의 관심과 충격을 유발하는 것을 목표로 한다. 실수가 아니며 최초 유포자가 분명히 존재한다는 점에서 소문이나 도시전설과는 구분된다.
일부 속임수를 꾸미는 사람들은 결국 자신이 만든 거짓이 속임수였음을 밝히고, 속은 이들을 조롱하거나 바보로 보이게 하려는 의도를 갖는다. 반면, 어떤 이들은 가능한 한 오랫동안 속임수를 유지하며 이익을 얻고자 하기도 한다. 이 경우에는 오직 의심을 품고 철저히 조사하는 사람들에 의해 진실이 밝혀질 때에야 비로소 속임수가 들통난다.
장난의 일종으로서 날조는 오래 전부터 존재했지만, 역사상 기록된 가장 오래된 사례는 1661년의 테드워스의 고수 사건이다. 날조적 거짓말은 기본적으로 거짓인 이야기를 유포할 수 있다면 구전, 언론, 학술지 등 모든 수단을 통해 이루어질 수 있다.

## 역사
중국 명나라 말기인 1617년경에 출판된 장잉위(張應俞)의 『사기경험방(欺詐經驗方, The Book of Swindles)』은 중국 최초의 사기, 속임수, 날조 등과 관련된 이야기를 모은 책으로 알려져 있다. 실용적인 장난(practical jokes)은 수천 년 전부터 존재했을 가능성이 크지만, 서양 역사에서 기록된 가장 초기의 속임수 사례 중 하나는 1661년 영국 테드워스에서 발생한 '드러머(북 치는 유령)의 전설'이다.
속임수는 픽션(허구) 이야기처럼 다양한 방식으로 전달될 수 있다. 예를 들어, 직접 대면하거나 구두로 전하거나, 종이에 인쇄된 형태 등으로도 가능하다. 통신 기술이 발전하면서 속임수가 퍼지는 속도도 빨라졌다. 예컨대, 유령 드러머에 대한 소문은 입소문으로 시작해 비교적 좁은 지역에 퍼지다가 점점 확대된다. 하지만 체인 레터(연쇄 편지)를 통해서도 속임수가 퍼질 수 있었고, 우편 비용이 저렴해지면서 이런 방식이 더 쉬워졌다.
15세기의 인쇄기 발명은 대량 생산된 책과 팸플릿의 비용을 크게 낮췄고, 19세기의 회전식 인쇄기는 그 가격을 한층 더 떨어뜨렸다(※ 노란 저널리즘 참조). 20세기에 이르러 속임수는 슈퍼마켓 타블로이드(가십성 신문)를 통해 대중 시장에 진입했고, 21세기에는 이메일을 통한 체인 레터는 물론, 가짜 뉴스 웹사이트와 소셜 네트워크를 통해 더욱 빠르게 퍼지게 되었다.

## 어원
영국의 언어학자 로버트 네어스(Robert Nares, 1753–1829)는 "hoax"라는 단어가 18세기 후반에 동사 "hocus"에서 축약되어 생겨난 말이라고 설명했다. "hocus"는 "속이다", "기만하다"라는 의미를 가지며, 메리엄-웹스터 사전에 따르면 "약을 탄 술로 사람을 혼란스럽게 하다"는 뜻으로도 사용된다.
이 "hocus"는 "hocus pocus"라는 마술 주문에서 비롯된 축약어인데, 이 주문의 기원은 명확하지 않아 논란이 있다.

## 정의

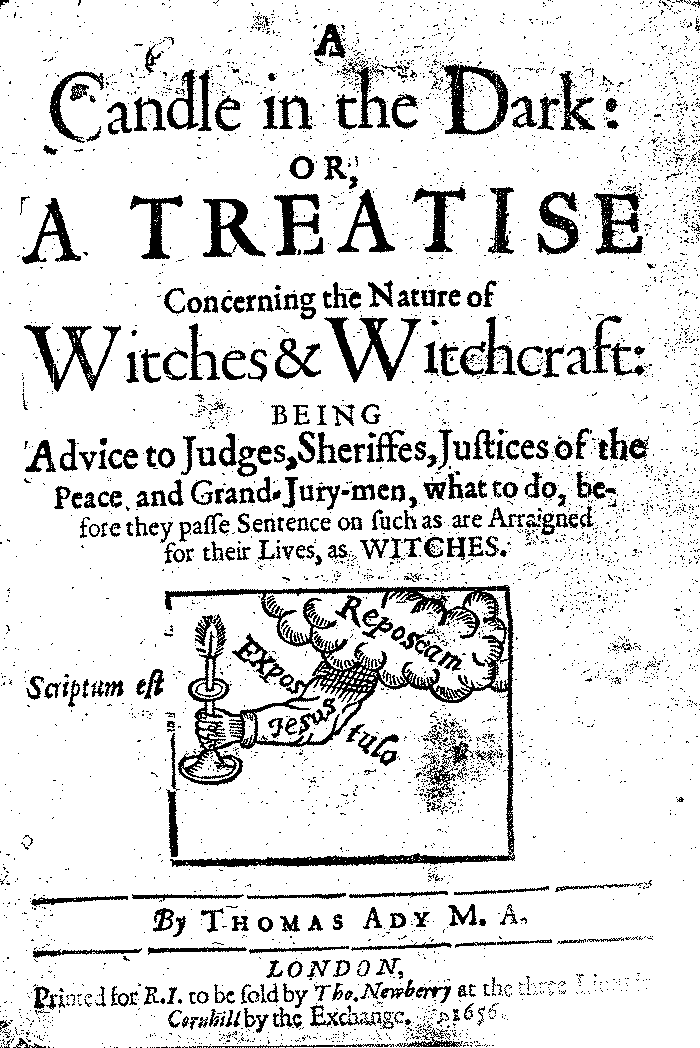
토머스 애디(Thomas Ady)의 『어둠 속의 촛불(A Candle in the Dark)』(1656년)

토머스 애디(Thomas Ady)의 저서 A Candle in the Dark... (1656) 은 "hocus pocus"라는 표현을 가장 이른 시기에 언급한 사례 중 하나로, 이는 "hoax"라는 단어의 어원에 해당한다.
로버트 네어스는 "hoax"를 '속이다'는 뜻으로 정의했으며, 이 단어는 앞서 언급한 토머스 애디의 1656년 저서에서 비롯된 것으로 여겨진다.[4]
"hoax"라는 용어는 때때로 도시 전설이나 소문을 지칭할 때 사용되기도 한다. 그러나 민속학자 **얀 해롤드 브런반드(Jan Harold Brunvand)**는 이러한 이야기들 대부분은 의도적으로 날조되었다는 증거가 부족하며, 믿는 사람들에 의해 진심으로, 혹은 단순한 농담으로 퍼지는 경우가 많기 때문에, "hoax"라는 단어는 명백하게 속이려는 의도가 있는 경우에만 사용되어야 한다고 주장한다. 비슷한 용어인 "practical joke"(실용적 장난)나 "prank"(장난)과의 차이에 대해 브런반드는 이렇게 설명한다: 물론 겹치는 부분이 존재하지만, "hoax"는 상대적으로 복잡하고 대규모의 조작을 의미하며, 단순한 장난을 넘어 피해자에게 물질적 손해나 피해를 입힐 수 있는 속임수까지 포함하는 경우가 많다고 말한다.
University of Nevada, Reno의 Lynda Walsh 교수에 따르면, 1814년의 대규모 증권거래소 사기 사건(Great Stock Exchange Fraud of 1814)처럼 당대의 논평가들이 '허위'라고 명명했던 몇몇 조작은 금융적인 성격을 띠고 있으며, 피지 인어(Fiji mermaid)로 부를 축적한 P. T. 바넘(P. T. Barnum)처럼 성공적인 조작자들은 그들의 날조를 통해 금전적 이익이나 명성을 얻기도 한다. 따라서 '허위 조작(hoax)'과 '사기(fraud)' 사이의 경계는 반드시 명확한 것은 아니다. 허위 조작 박물관(Museum of Hoaxes)의 창립자인 알렉스 보에스(Alex Boese)는 이 둘의 유일한 차이는 대중의 반응이라고 말한다. 어떤 방식으로 금전적 이익을 취했는지가 대중에게 큰 영향을 주거나 상상력을 자극한다면, 사기도 허위 조작으로 분류될 수 있다는 것이다.
가장 초기의 언론 허위 조작 사례 중 하나는 1708년 조너선 스위프트(Jonathan Swift)가 아이작 비커스태프(Isaac Bickerstaff)라는 가명을 사용해 발표한 가짜 연감(almanac)이다. 스위프트는 당시 영국에서 가장 유명한 점성술사 중 하나였던 존 파트리지를 연감 속에서 사망할 것이라 예언했고, 이후 예언된 날에 애도문까지 발표하였다. 이 사건으로 인해 파트리지의 명성은 크게 실추되었고, 그의 점성술 연감은 이후 6년 동안 출간되지 않았다.
허위 조작은 '모두 사실이지만', 익숙하지 않은 단어나 문맥을 사용함으로써도 실행될 수 있다. '이산화수소(Dihydrogen monoxide) 허위 조작'이 그 예이다. 정치적인 허위 조작은 종종 선거 전에 반대 정치인이나 정치 기관을 조롱하거나 명예를 훼손하려는 동기로 행해진다.
허위 조작은 마술 트릭이나 픽션(책, 영화, 연극, 라디오, 텔레비전 등)과는 다르다. 마술사가 착시를 이용한 공연을 펼칠 때 관객은 자신이 속게 될 것을 알고 있지만, 허위 조작에서는 관객이 자신이 속고 있다는 사실을 인지하지 못한다.
허위 조작은 흔히 장난이나 당혹감을 유발하려는 목적으로 기획되며, 사람들의 인식을 일깨워 사회적 또는 정치적 변화를 유도하려는 의도를 가지기도 한다. 때때로 마케팅이나 광고의 일환으로도 나타난다. 예를 들어, 한 로맨틱 코미디 영화를 홍보하기 위해 감독이 결혼식 도중 발생한 가짜 "사고"를 연출했다. 이는 신부와 주례자가 들러리의 어설픈 실수로 인해 수영장에 빠지는 장면이었다. 이 장면을 담은 '클로이와 키스의 결혼식' 영상은 유튜브에 업로드되었고, 3천만 회 이상 조회되었으며, 이 커플은 여러 토크쇼에 초대되기도 했다. 시청자들은 그것이 실제 결혼식에서 벌어진 진짜 사고라고 믿었지만, 2009년 USA 투데이의 기사에서 그것이 허위 조작임이 밝혀졌다.

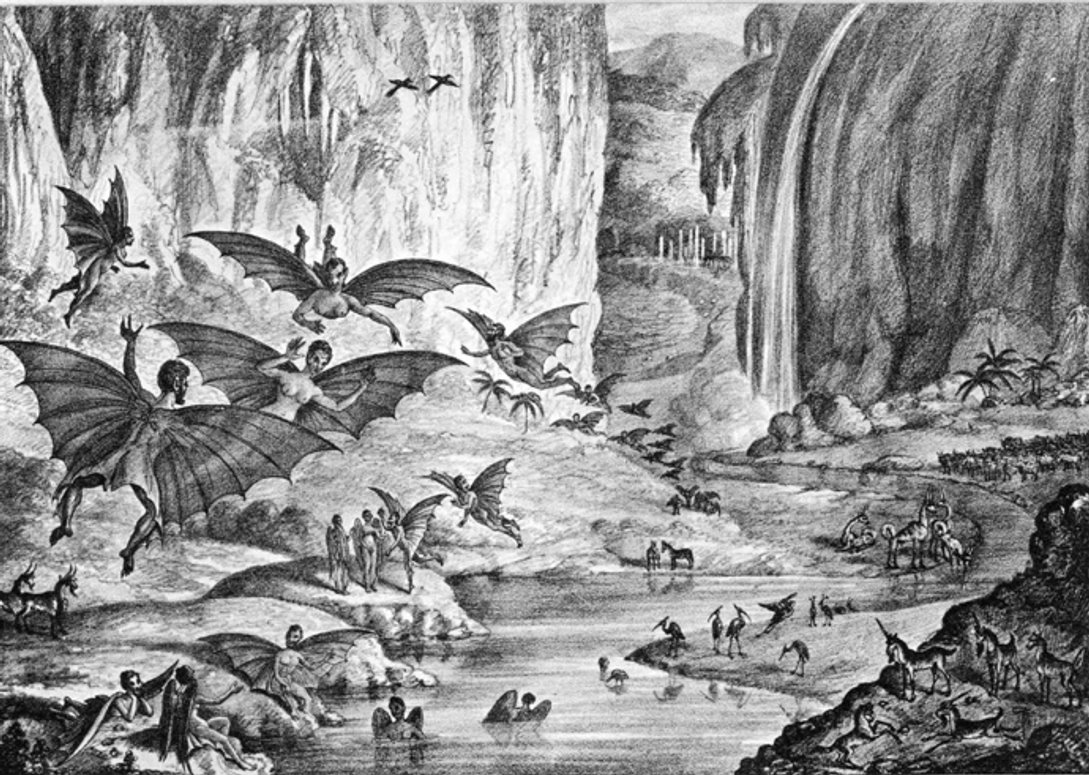
대월 사기극

정부들은 전쟁과 같은 목표를 달성하기 위해 때때로 거짓 정보를 퍼뜨리기도 한다. 이러한 정보들은 종종 블랙 프로파간다(black propaganda)라는 제목 하에 포함된다. 명백한 허위 조작과 원하는 인상을 주기 위해 정보를 억제하고 관리하는 방식이 혼합되어 사용되는 경우가 많다. 전시나 국제적 긴장이 고조되는 시기에는 소문이 넘쳐나는데, 그 중 일부는 의도적으로 만들어진 허위 조작일 수도 있다.
정치와 관련된 허위 조작의 예:
- 벨기에는 플라망어 사용 지역과 프랑스어 사용 지역을 가진 국가이다. 2006년, 프랑스어 방송 채널 RTBF는 프로그램 중간에 나라가 두 개로 분리되었고 왕실이 도주했다는 패러디 보도를 송출하며 방송을 중단시켰다.
- 2010년 3월 13일, 조지아의 임메디(Imedi) 텔레비전 방송국은 러시아가 조지아를 침공했다는 거짓 발표를 방송하였다.[13]

심리학자 피터 핸콕은 진정으로 성공적인 날조를 특징짓는 여섯 가지 단계를 다음과 같이 제시했다:
- 경건함, 애국심, 혹은 탐욕과 같은 이유로 인해 당신의 창작물에 진심으로 관심을 가질 사람이나 집단을 확인한다.
- 그 집단에게 당신의 날조가 매력적으로 보이도록 특정한 꿈을 설정한다.
- 매력적이지만 ‘명확히 정의되지 않은’ 날조를 만들어 모호함을 남긴다.
- 당신의 창작물이 발견되도록 유도한다.
- 날조를 적극적으로 지지해 줄 지지자를 최소한 한 명은 찾는다.
- 사람들이 긍정적이든 부정적이든 관심을 가지게 만든다. 모호함은 흥미와 논쟁을 유도한다.

## 날조 뉴스
날조 뉴스(가짜 뉴스라고도 불림)는 부정확하거나 거짓된 사실을 포함하고 있음에도 진실인 것처럼 보도되는 뉴스 보도를 말한다. 날조 뉴스 보도는 대중을 의도적으로 속이기 위해 사용되는 반쪽짜리 진실을 전달한다.
날조는 선전이나 허위정보 유포라는 목적을 가질 수 있으며, 소셜 미디어를 이용해 웹 트래픽을 유도하고 그 효과를 증폭시킨다. 뉴스 풍자와는 달리, 가짜 뉴스 웹사이트는 독자를 즐겁게 하려는 것이 아니라 금전적 또는 정치적 이득을 위해 오도하려 한다.
날조 뉴스는 보통 조직이나 개인에게 해를 끼치거나 금전적·정치적 이득을 취하려는 의도를 가지고 유포되며, 독자 수를 극대화하기 위해 선정적이거나 기만적이거나 단순히 날조된 제목을 사용하는 경우가 있다. 이와 유사하게 클릭을 유도하는 보도와 기사들은 광고 수익을 얻는다.

## 같이 보기
- 위키백과:허구를 지어내지 마십시오
- 나무위키
- 음모론
- 이메일 스푸핑
- 위조
- 여론조작
- 탈진실 정치
- 웹사이트 스푸핑